# Государственные премии республик СССР
Госуда́рственные пре́мии респу́блик СССР — ежегодные государственные премии, учреждённые Центральными комитетами коммунистической партии союзных республик ССР и Советами Министров союзных республик ССР в 1965—1982 годах. Премии вручались по 1991 год в годовщину Октябрьской революции за выдающиеся творческие достижения в области науки, техники, литературы и искусства, а также за выполнения поставленных целей на год (количество собранного урожая, полученного мяса и др.). По статусу стояли ниже Государственной премии СССР. В некоторых республиках премии делились на именные категории с различающимися нагрудными знаками (например, в РСФСР — премия имени М. Горького (в области литературы), премия имени И. Репина (в области изобразительного искусства), премия имени М. Глинки (в области музыкального искусства), премия имени К. Станиславского (в области театрального искусства), премия имени братьев Васильевых (в области киноискусства) и др.).

## Список
- Государственная премия Азербайджанской ССР
- Государственная премия Армянской ССР
- Государственная премия Белорусской ССР
- Государственная премия Грузинской ССР
- Государственная премия Казахской ССР[каз.]
- Государственная премия Киргизской ССР
- Государственная премия Латвийской ССР[вд]
- Государственная премия Литовской ССР[лит.]
- Государственная премия Молдавской ССР
- Государственная премия РСФСР
- Государственная премия Таджикской ССР[вд]
- Государственная премия Туркменской ССР[вд]
- Государственная премия Узбекской ССР
- Государственная премия Украинской ССР
- Государственная премия Эстонской ССР

## Знаки лауреатов Государственных премий

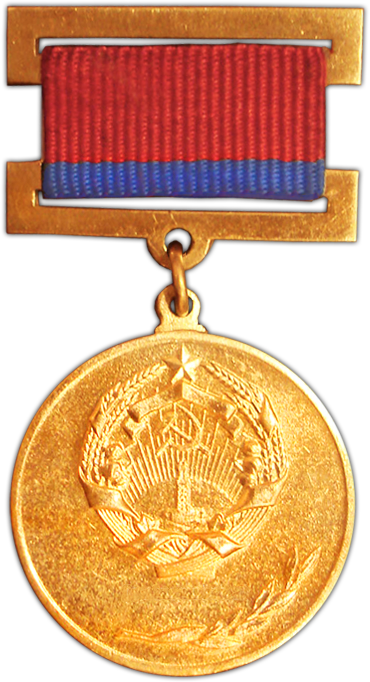
Медаль лауреата Государственной премии Азербайджанской ССР
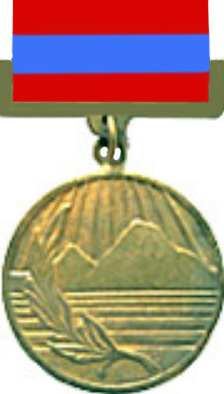
Медаль лауреата Государственной премии Армянской ССР
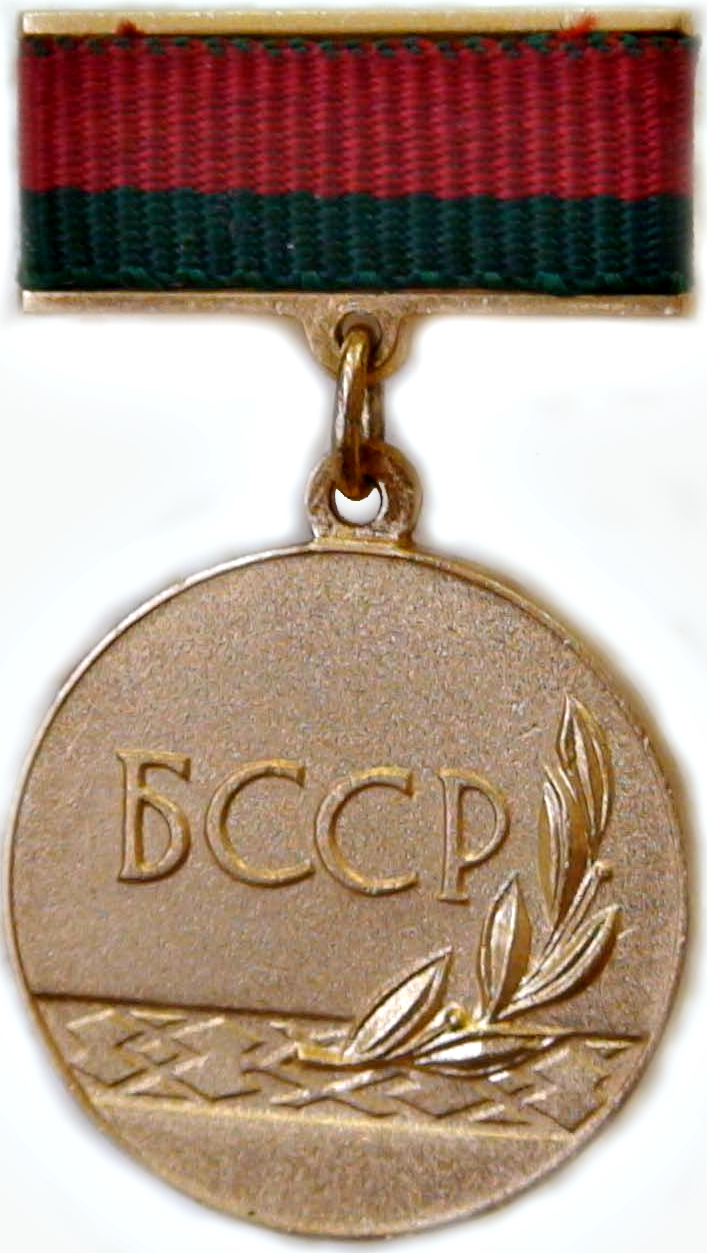
Медаль лауреата Государственной премии Белорусской ССР
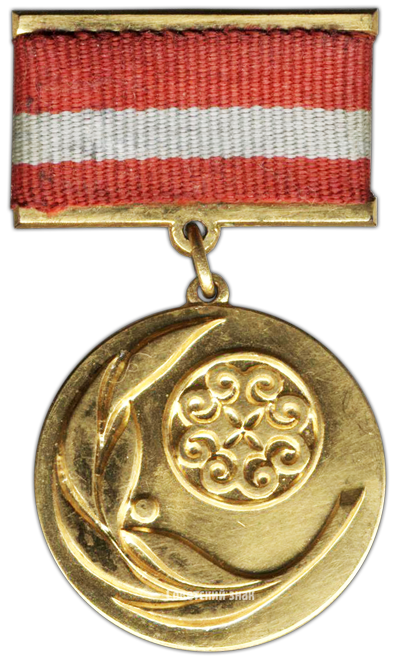
Медаль лауреата Государственной премии Казахской ССР
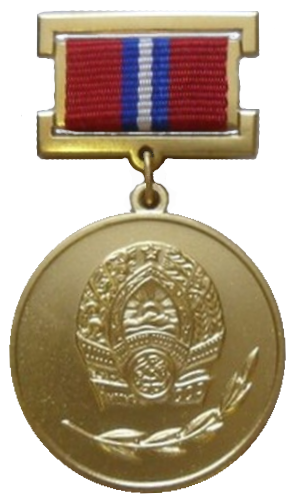
Медаль лауреата Государственной премии Киргизской ССР
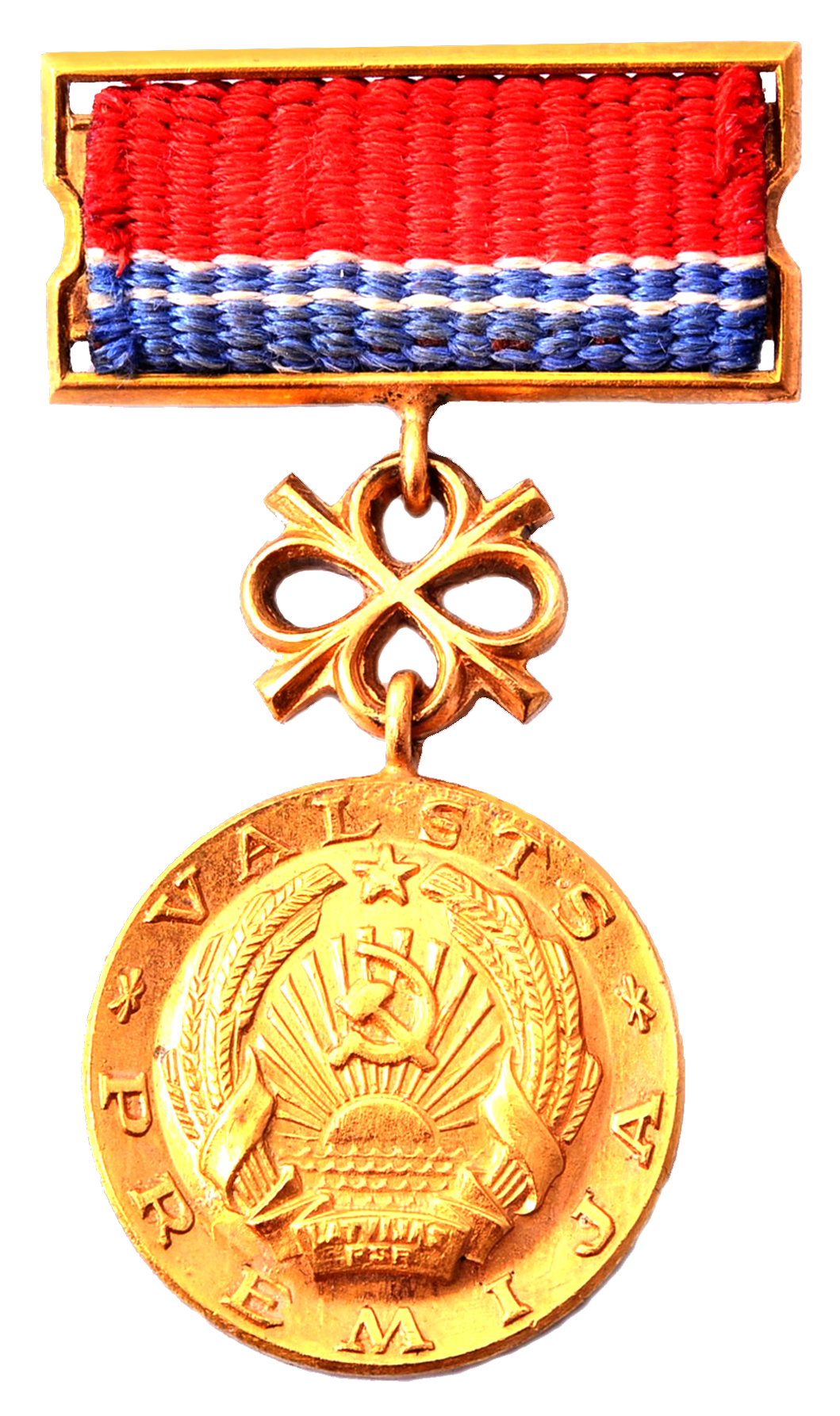
Государственная премия Латвийской ССР
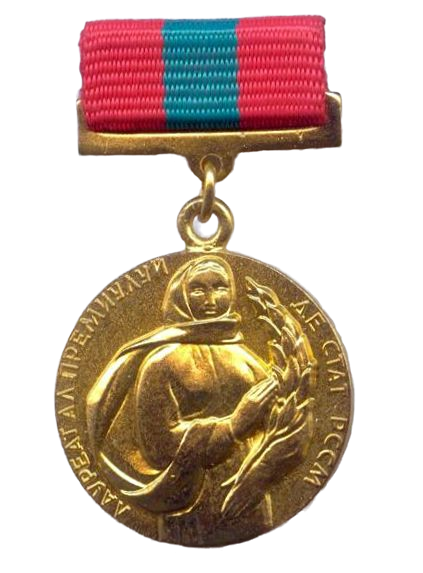
Медаль лауреата Государственной премии Молдавской ССР
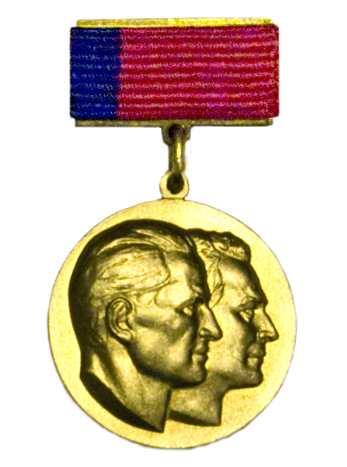
Медаль лауреата Государственной премии РСФСР имени братьев Васильевых
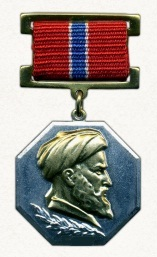
Медаль лауреата Государственной премии Узбекской ССР имени Бируни
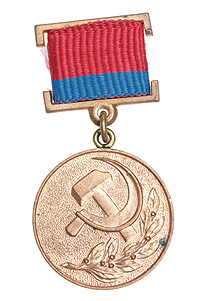
Медаль лауреата Государственной премии Украинской ССР